# Auriporia
Auriporia là một chi nấm thuộc họ Fomitopsidaceae.

## Species list
- Auriporia aurea
- Auriporia aurulenta
- Auriporia brasilica
- Auriporia pileata